# Politikåret 1948

## Händelser

### Januari
- 4 januari – Burma blir självständigt.

### Februari
- 4 februari
  - Sveriges utrikesminister Östen Undén deklarerar att Sverige ska fortsätta att vara neutralt.
  - Ceylon blir självständigt.
- 25 februari – Kommunisterna griper makten i Tjeckoslovakien genom Pragkuppen.

### Mars
- 17 mars – Brysselfördraget undertecknas.

### April
- 1 april – Färöarna blir en självstyrande del av Danmark.
- 6 april – VSB-avtalet undertecknas.

### Maj
- 14 maj – Brittiska Palestinamandatet upphör, Israel bildas[1], och 1948 års arabisk-israeliska krig inleds.

### Juni
- 11 juni – Folke Bernadotte ordnar vapenvila i Brittiska Palestinamandatet.
- 24 juni – Sovjetunionen inför en blockad av Västberlin och stänger alla tillfartsvägar. Västmakterna svarar med att upprätta en luftbro och klarar folkförsörjningen med flygleveranser.

### Juli
- 8–10 juli – Vid en konferens i Koblenz beslutas att slå samman de tre västliga ockupationszonerna och bilda Förbundsrepubliken Tyskland, i dagligt tal Västtyskland.

### November
- 15 november - Louis Saint-Laurent efterträder William Lyon Mackenzie King som Kanadas premiärminister.[2]

### December
- 10 december – FN:s deklaration om de mänskliga rättigheterna antas.

## Val och folkomröstningar
- 19 september – Andrakammarval i Sverige.
- 2 november - Demokraten Harry S. Truman väljs om som president i USA.

## Organisationshändelser
- 11 december – FDP bildas i Tyskland.

## Födda
- 3 april – Carlos Salinas, Mexikos president 1988–1994.
- 24 juni – Armando Calderón Sol, El Salvadors president 1994–1999.
- 21 november – Michel Suleiman, Libanons president 2008–2014.
- 25 december – Manny Mori, Mikronesiens federerade staters president 2007–2015.

## Avlidna
- 3 september – Edvard Beneš, Tjeckoslovakiens president 1935–1938 och 1945–1948.

### Fotnoter
1. ↑  ”Israel” (på engelska). World Statesmen. http://www.worldstatesmen.org/Israel.htm. Läst 7 november 2012.
2. ↑  ”Canada” (på engelska). World Statesmen. http://www.worldstatesmen.org/Canada.html. Läst 1 augusti 2015.